# Australia en el Festival de la Canción de Eurovisión 2023
Australia participó en el LXVII Festival de la Canción de Eurovisión, que se celebró en Liverpool, Reino Unido del 9 al 13 de mayo de 2023, tras la imposibilidad de Ucrania de acoger el concurso por la victoria de Kalush Orchestra con la canción «Stefania». La radiodifusora Special Broadcasting Service (SBS) (Servicio Especial de Radiodifusión en español) encargada de la participación australiana dentro del festival, decidió utilizar un método de elección interna para seleccionar a su representante en el concurso eurovisivo.
El 21 de febrero de 2023, a través del canal oficial de Eurovisión en YouTube, se confirmaron como representantes a la banda Voyager con el tema de rock progresivo «Promise».

## Historia de Australia en el Festival
Australia es el país más reciente en unirse al festival, debutando en la edición de Viena 2015. Desde entonces, el país ha participado en 7 ocasiones en el concurso, siendo uno de los países más exitosos a pesar de su corta trayectoria, al clasificarse a seis finales y posicionarse dentro de los 10 mejores del concurso en 4 ocasiones. Su mejor resultado lo obtuvo en 2016 con la cantante Dami Im y la canción «Sound of Silence» que se posicionó en 2.ª posición con 511 puntos.
En 2022, el ganador del Australia Decides Sheldon Riley, terminó en 15.ª posición con 125 puntos en la gran final: 2 puntos del televoto (24°) y 123 del jurado profesional (9°), con el tema «Not The Same».

## Representante para Eurovisión

### Elección Interna
En 2019, la cadena australiana SBS renovó su acuerdo con la UER para poder seguir participando dentro del festival de Eurovisión hasta 2023. Su participación en la edición de 2023 se confirmó una vez se publicó la lista oficial de países participantes el 20 de octubre de 2022, donde se incluyó al país oceánico. En noviembre de 2022, la prensa local hizo públicos los rumores de una posible cancelación de Australia Decides, la preselección australiana que era organizada por la SBS desde 2019. Finalmente, el 14 de noviembre de 2022 anunció que se utilizaría un método de selección interna para definir al representante australiano en el Festival de Eurovisión. Sobre la decisión, la SBS anunció:

«Durante los últimos meses, hemos estado explorando formas en las que podríamos llevar la retransmisión a las audiencias australianas el próximo año, sin embargo, una variedad de factores contribuyeron a que tomáramos esta decisión.»
SBS

Tras el anuncio, varios exparticipantes del Australia Decides como Voyager, Jaguar Jonze y Sheppard, y la representante australiana de 2016, quien finalizó en 2° lugar, Dami Im expresaron su interés en representar al país en el festival de 2023. El 21 de febrero de 2023, tras meses sin anuncio, se confirmó a la banda Voyager como los representantes australianos con el tema de rock progresivo «Promise». El tema compuesto por los miembros del grupo: Alex Canion, Ashley Doodkorte, Daniel Estrin, Scott Kay y Simone Dow fue publicado junto a su videoclip oficial en el canal oficial de Eurovisión en YouTube.

## En Eurovisión
De acuerdo a las reglas del festival, todos los concursantes deben iniciar desde las semifinales, a excepción del anfitrión (en este caso, Reino Unido), el ganador del año anterior, Ucrania y el Big Five compuesto por Alemania, España, Francia, Italia y el propio Reino Unido. En el sorteo realizado el 31 de enero de 2023, Australia fue sorteada en la segunda semifinal del festival. En este mismo sorteo, se determinó que participaría en la segunda mitad de la semifinal (posiciones 9-16). Semanas después, ya conocidos los artistas y sus respectivas canciones participantes, la producción del programa dio a conocer el orden de actuación, determinando que el país participaría en la decimosexta y última posición, después de Lituania.